# Peter Orszag
Peter Richard Orszag, né le 16 décembre 1968 à Boston (Massachusetts), est un économiste et homme politique américain membre du Parti démocrate. Il est directeur général de Lazard depuis mai 2023 .

## Carrière
Économiste de formation – il travaille d'ailleurs un temps avec le prix Nobel Joseph Stiglitz – et travaillant dans le privé, il commence sa carrière politique dans l'administration Clinton en étant membre du Council of Economic Advisers entre 1995 et 1996 et l'assistant spécial pour la politique économique du bureau exécutif du président des États-Unis entre 1997 et 1998.
Il devient le 7e directeur du Congressional Budget Office entre le 18 juillet 2007 et le 25 novembre 2008 sous l'administration Bush. Il se fait par la suite connaître pour ses prises de position fortes en faveur de la réduction des déficits et des gaspillages, notamment dans le système de santé. 
Il est directeur du Congressional Budget Office du 18 janvier 2007 au 25 novembre 2008 et directeur du Bureau de la gestion et du budget au sein de l'administration Obama entre le 20 janvier 2009 et le 30 juillet 2010.
Il rejoint finalement l'administration Obama le 20 janvier 2009 et devient le 37e directeur du Bureau de la gestion et du budget, travaille sur le plan de relance économique et la réforme du système de santé. On annonce le 22 juin 2010 qu'il doit quitter ces fonctions et se marier en septembre.

De 2011 à 2016, il occupe diverses fonctions chez Citigroup avant de rejoindre Lazard en mai 2016 en tant que vice chairman de la banque d'investissement à l'échelle mondiale.
Il est nommé directeur général du groupe Lazard en mai 2023 .